# Leucosphaera bainesii
Leucosphaera bainesii är en amarantväxtart som först beskrevs av Joseph Dalton Hooker, och fick sitt nu gällande namn av Ernest Friedrich Gilg. Leucosphaera bainesii ingår i släktet Leucosphaera och familjen amarantväxter. Inga underarter finns listade i Catalogue of Life.